# Zollstock (Köln)
Zollstock ist ein südlicher Stadtteil von Köln im Stadtbezirk Rodenkirchen.

## Lage
Zollstock grenzt insgesamt an sechs andere Kölner Stadtteile. Im Osten an Raderberg und Raderthal, im Süden an Rondorf, im Westen an Sülz und Klettenberg sowie im Norden an die innerstädtische Südstadt. Unweit von Zollstock liegt in südwestlicher Richtung darüber hinaus der Hürther Stadtteil Efferen.
Die grüne Lunge des Stadtteils bilden im Osten der Vorgebirgspark und im Süden ein Teilstück des Kölner Grüngürtels. Entlang der südlichen Stadtteilgrenze verlaufen die Bundesautobahn 4 und der Güterbahnhof Eifeltor, im Norden die Eisenbahnlinie der Güterumgehungsstrecke zur Kölner Südbrücke.

## Geschichte

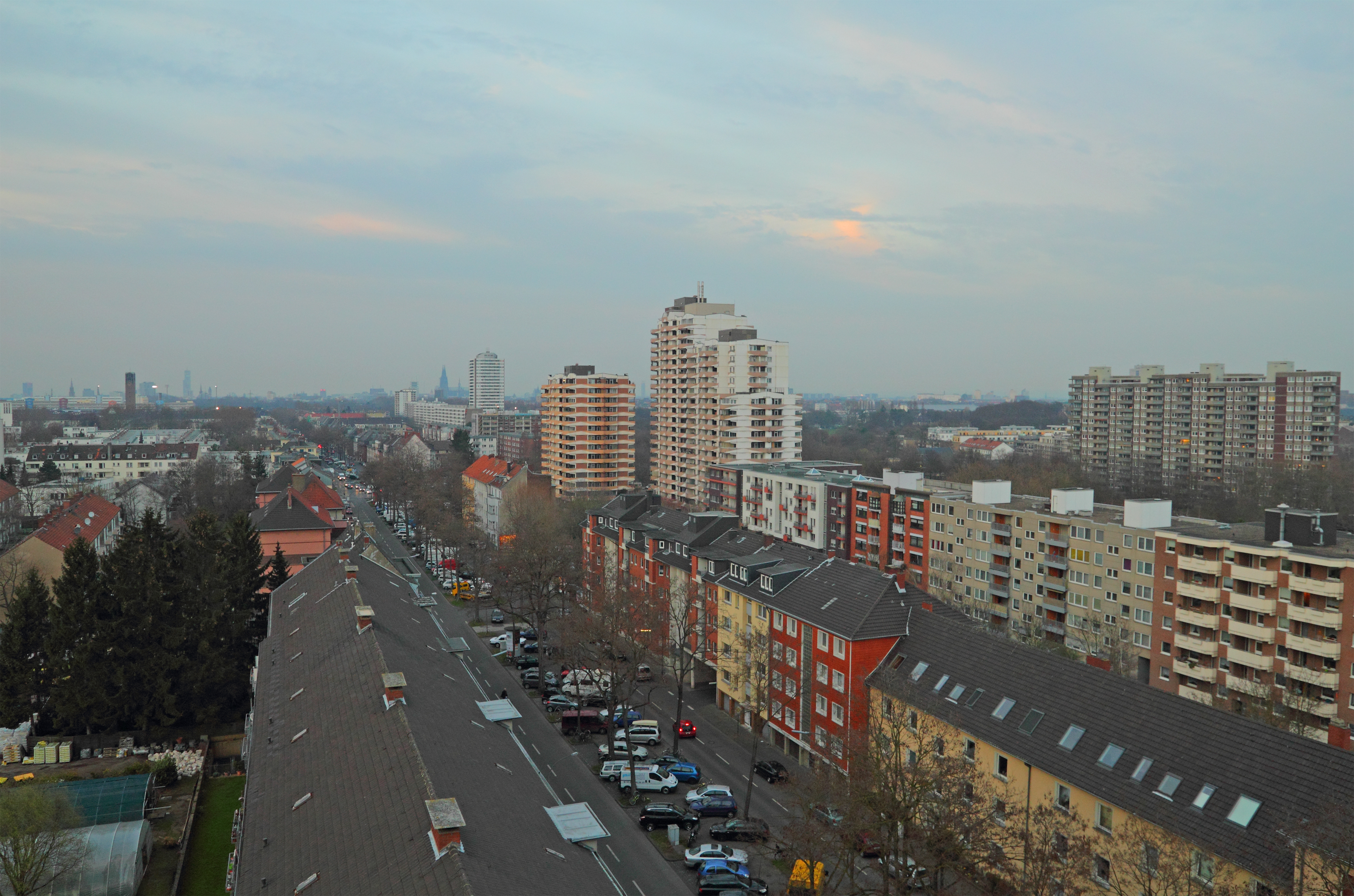
Aussicht auf einen Teil Zollstocks südlich des Kölner Gürtels

Die erste historische Erwähnung Zollstocks entstammt 1877. Zuvor befanden sich auf dem Gebiet des heutigen Stadtteils nur landwirtschaftlich genutzte Felder und einige Ziegeleien. Der Name des Stadtteils leitet sich von einem kleineren Zollhaus (genannt Zollstock) ab, das an dem Schnittpunkt eines der Feldwege mit dem um Köln führenden Bischofsweg stand. Durch eine weiträumige Eingemeindung wurde Zollstock im April 1888 der Stadt Köln zugesprochen. Bis dahin gehörte das Gebiet zur Bürgermeisterei Rondorf.
Die ersten Wohnhäuser wurden um 1900 gebaut. Der Stadtteil ist jedoch vor allem durch die von den Baugenossenschaften errichteten Straßenzüge in den Baustilen der 1920er und 1950er Jahre, unter anderem nach Plänen von Wilhelm Riphahn, geprägt. Diese Genossenschaftssiedlungen wurden im Volksmund scherzhaft auch „Schutzmannshausen“ genannt, da in ihnen zunächst überproportional viele einfache Beamte mit ihren Familien wohnten.
Zollstock besitzt ein eigenes Wappen, das vom ehemaligen Rektor der Volksschule in Zollstock und Gründer des seit 1908 wirkenden Allgemeinen Bürgervereins Köln-Zollstock, Joseph Rosenzweig (1866–1937), entworfen und von Robert Steimel heraldisch überarbeitet wurde. Das Wappen zeigt im unteren Teil eine Straße mit Zollhaus und Schranke sowie im oberen Teil die drei Kronen des Kölner Stadtwappens.

## Bevölkerungsstruktur
Struktur der Bevölkerung von Zollstock (2021):
- Durchschnittsalter der Bevölkerung: 42,8 Jahre (Kölner Durchschnitt: 42,3 Jahre)
- Ausländeranteil: 14,9 % (Kölner Durchschnitt: 19,3 %)
- Arbeitslosenquote: 6,2 % (Kölner Durchschnitt: 8,6 %)

## Verkehrsanbindung

### Öffentlicher Nahverkehr

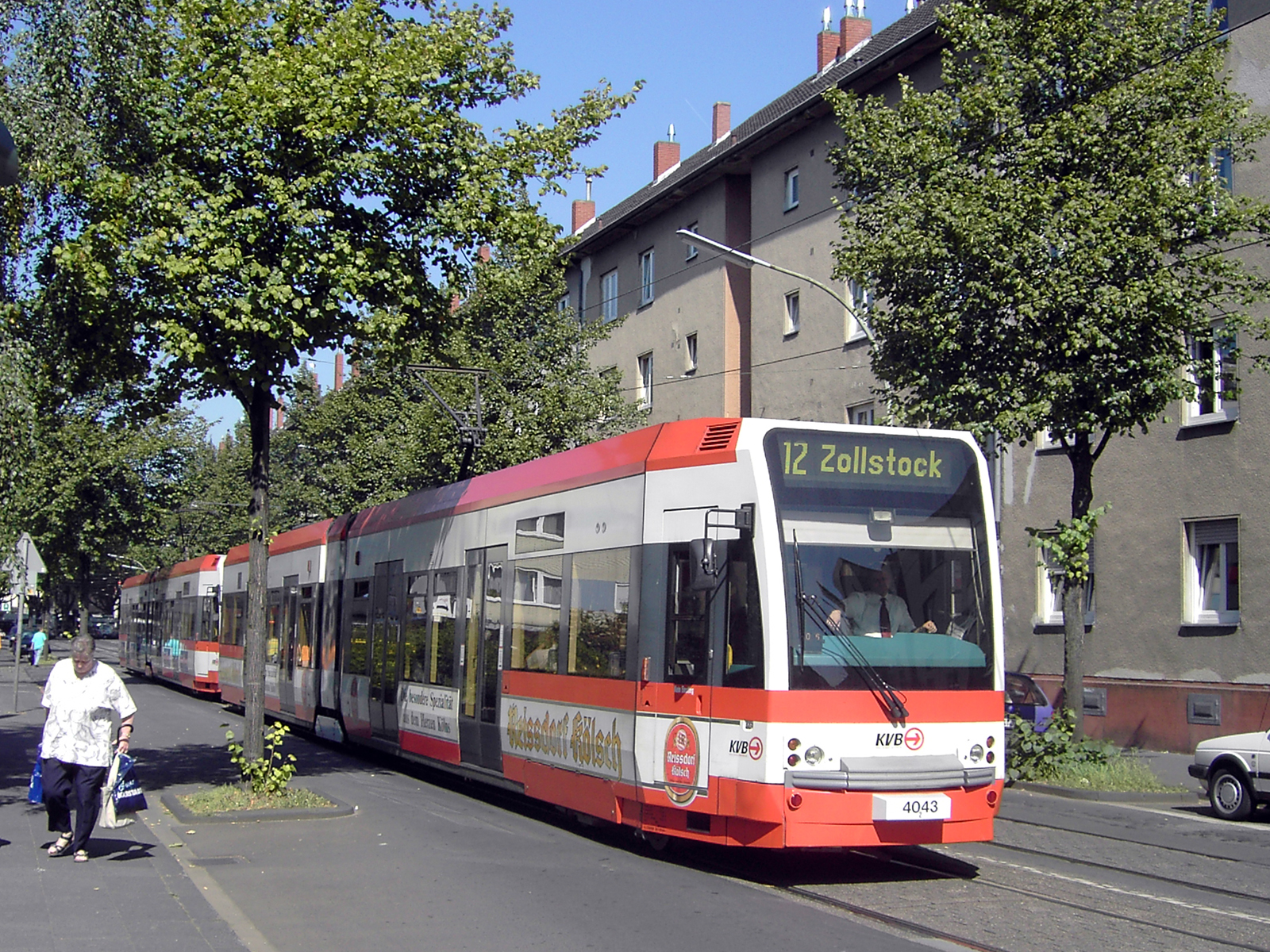
Kölner Stadtbahn in Zollstock

Mehrere Buslinien sowie die Stadtbahnlinie 12 der Kölner Verkehrs-Betriebe (KVB) verbinden Zollstock mit den Nachbarstadtteilen und der Innenstadt.
| Linie | Verlauf / Anmerkungen | Takt (Mo–Fr) |
| ----- | --- | ------------ |
| 12    | Merkenich – Niehl Nord – Weidenpesch – U Neusser Straße/Gürtel – U Florastraße – U Lohsestraße – U Ebertplatz – U Hansaring – U Christophstraße/Mediapark – U Friesenplatz – U Rudolfplatz – Zülpicher Platz – Barbarossaplatz – Zollstock | 10 min       |

In fernerer Zukunft soll die Eisenbahnstrecke, welche Zollstock im Westen begrenzt, durch einen Ausbau der S-Bahn Köln erweitert werden. Dabei ist ein Haltepunkt für Zollstock und das benachbarte Klettenberg geplant.

### Straßenverkehr
Am südlichen Ende Zollstocks befindet sich die Anschlussstelle Köln-Eifeltor der A 4. Auch der Verteilerkreis in Marienburg (Köln), Endpunkt der A 555, ist gut zu erreichen. Durch das benachbarte Raderthal verläuft die B 51, welche von Köln nach Brühl führt und kurz vor Brühl Anschluss an die A 553 bietet.

## Öffentliche Einrichtungen
Der Südfriedhof, einer der fünf großen Kölner Friedhöfe, sowie ein Teil des Kölner Grüngürtels und der Kölner Güterbahnhof Eifeltor befinden sich im Süden des Stadtteils. Am nördlichen Ende steht das Südstadion mit seiner großen Sportanlage, dort ist die Spielstätte des SC Fortuna Köln.
In Zollstock gibt es folgende Schulen:
- zwei Grundschulen:
  - GGS Sankt Nikolaus Grundschule in der Bernkasteler Straße[7]
  - städtische Grundschule am Rosenzweigweg
- ein Berufskolleg
  - Alfred-Müller-Armack-Berufskolleg der Stadt Köln in der Brüggener Straße
- eine Gesamtschule
  - Europaschule Zollstock-Raderthal am Raderthalgürtel

Es gab in Zollstock vor der Gründung der Gesamtschule zudem eine Realschule und das Gymnasium Zollstock, welche aber mit dem Schulbeginn der Gesamtschule ausliefen und damit in ihr aufgingen.

## Religion

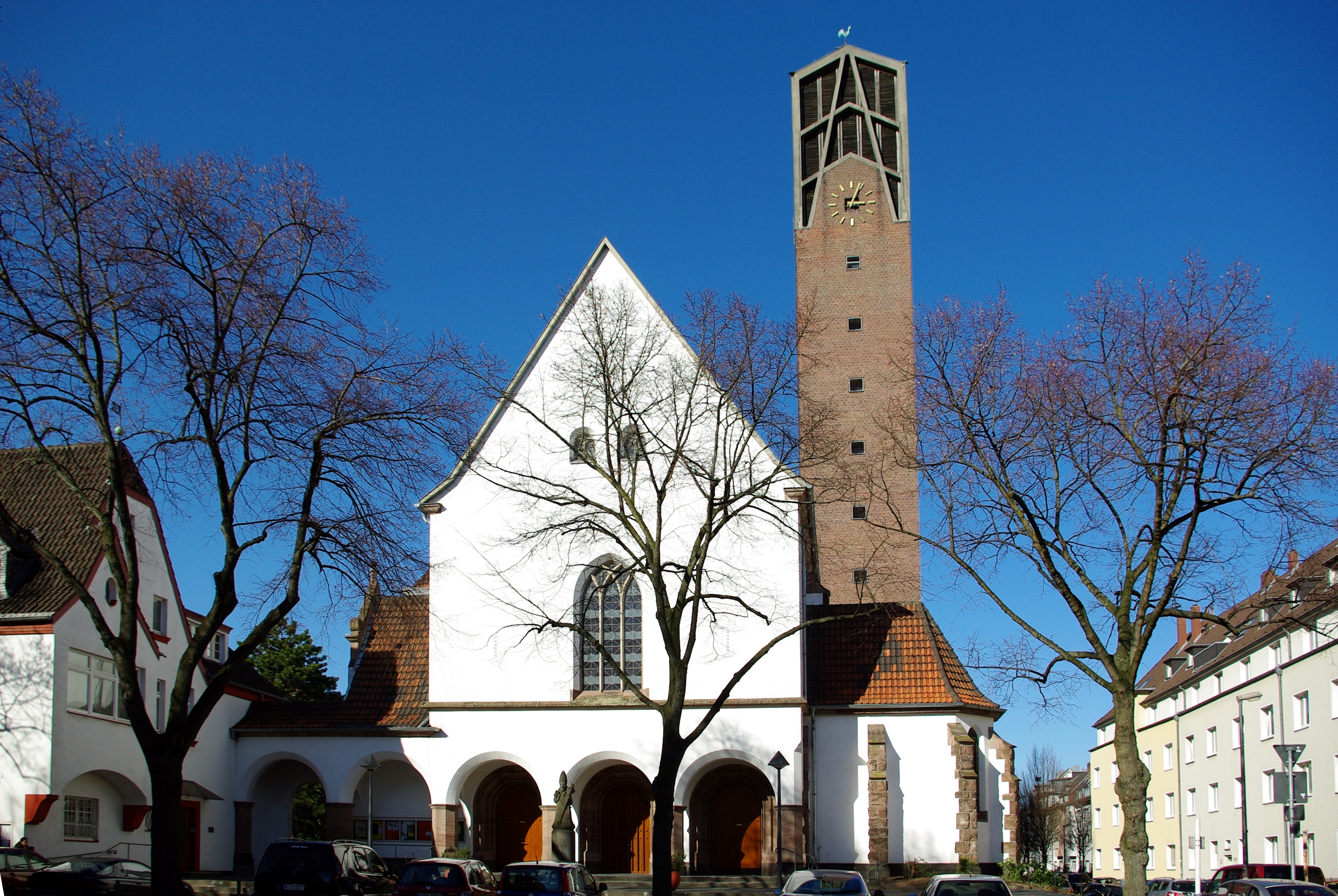
St. Pius (Köln)

In Zollstock gibt es zwei katholische Kirchen:
- Sankt Pius am Gottesweg, errichtet 1913–1915 und nach Kriegszerstörung verändert wiederaufgebaut. Sehenswert sind die Fenster von Wilhelm Buschulte. In der Gemeinde war Joseph Frings, der spätere Kölner Erzbischof, für einige Jahre als Kaplan tätig.
- Zum Heiligen Geist am Zollstockgürtel. Die Kirche wurde 1931 errichtet und musste nach fast völliger Zerstörung im Zweiten Weltkrieg weitestgehend neu erbaut werden. Der Neubau wurde 1957 fertiggestellt, Architekt war Karl Band. Sehenswert ist eine Marienstatue aus dem 14. Jahrhundert;

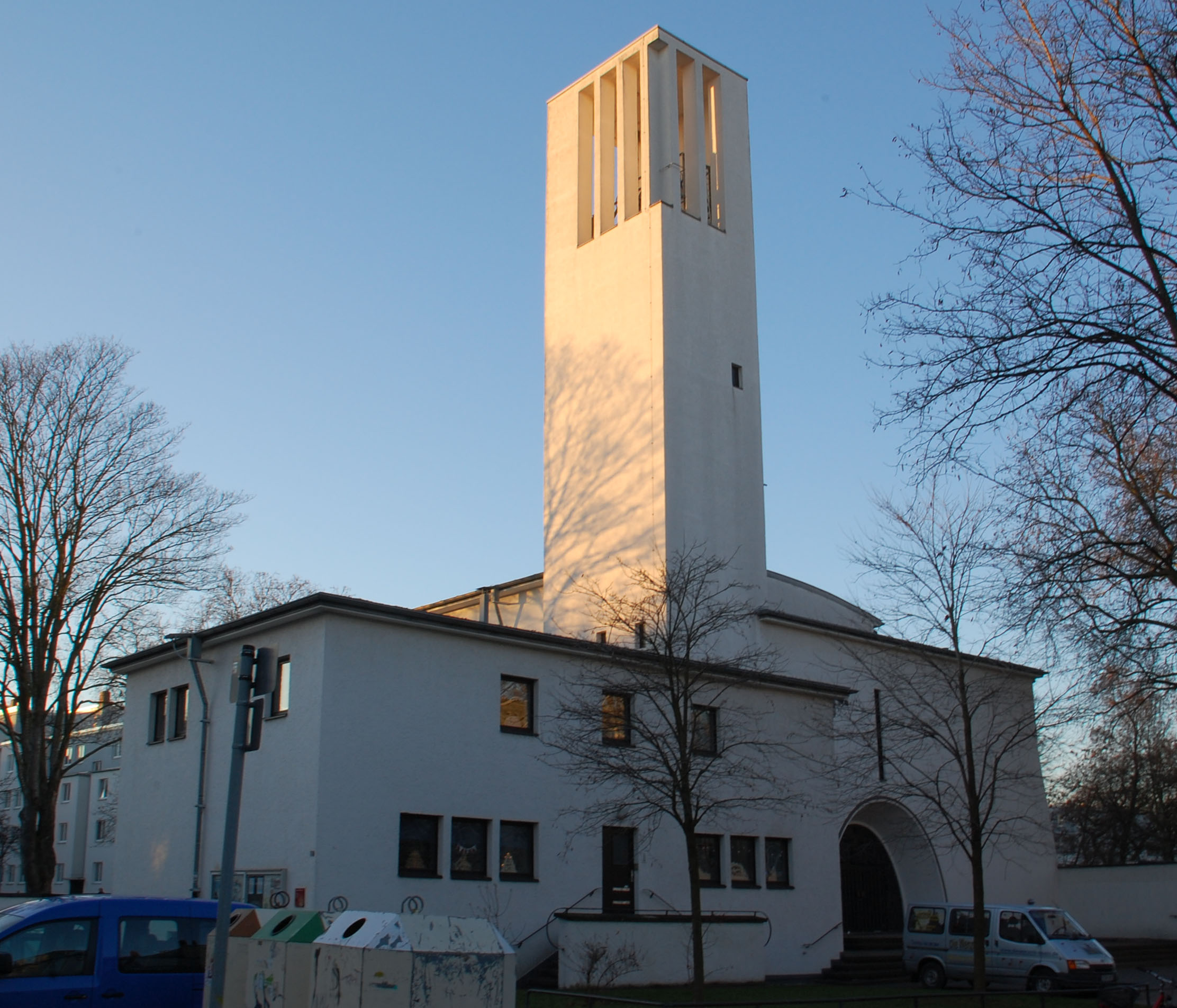
Melanchthonkirche

Außerdem gibt es die nach Philipp Melanchthon benannte evangelische Kirche am Rosenzweigpark. Diese befindet sich inmitten einer im Bauhausstil gebauten Siedlung, die in den 1920er Jahren entstanden ist. In diesem Stil ist auch die Kirche gehalten. Die Melanchthonkirche ist eine der ersten evangelischen Kirchen Deutschlands, die im Obergeschoss den Kirchenraum und im Souterrain ein Gemeindezentrum beherbergt. Sie wurde 1929–1930 nach Plänen von Theodor Merrill erbaut. Nach schweren Kriegszerstörungen wurde die Raumkonzeption des Kirchenraums beim Wiederaufbau verändert.
Am nördlichen Höninger Weg gibt es seit 2000 auch eine kleine Moschee.

## Parks und Plätze
Neben dem großen Vorgebirgspark gibt es mit dem Rosenzweigpark noch eine weitere Parkanlage. Plätze, die als Grünanlage konzipiert waren, sind der Vorgebirgsplatz, der Höninger Platz und der Theophanoplatz.

## Ansässige Unternehmen, Behörden und Institutionen

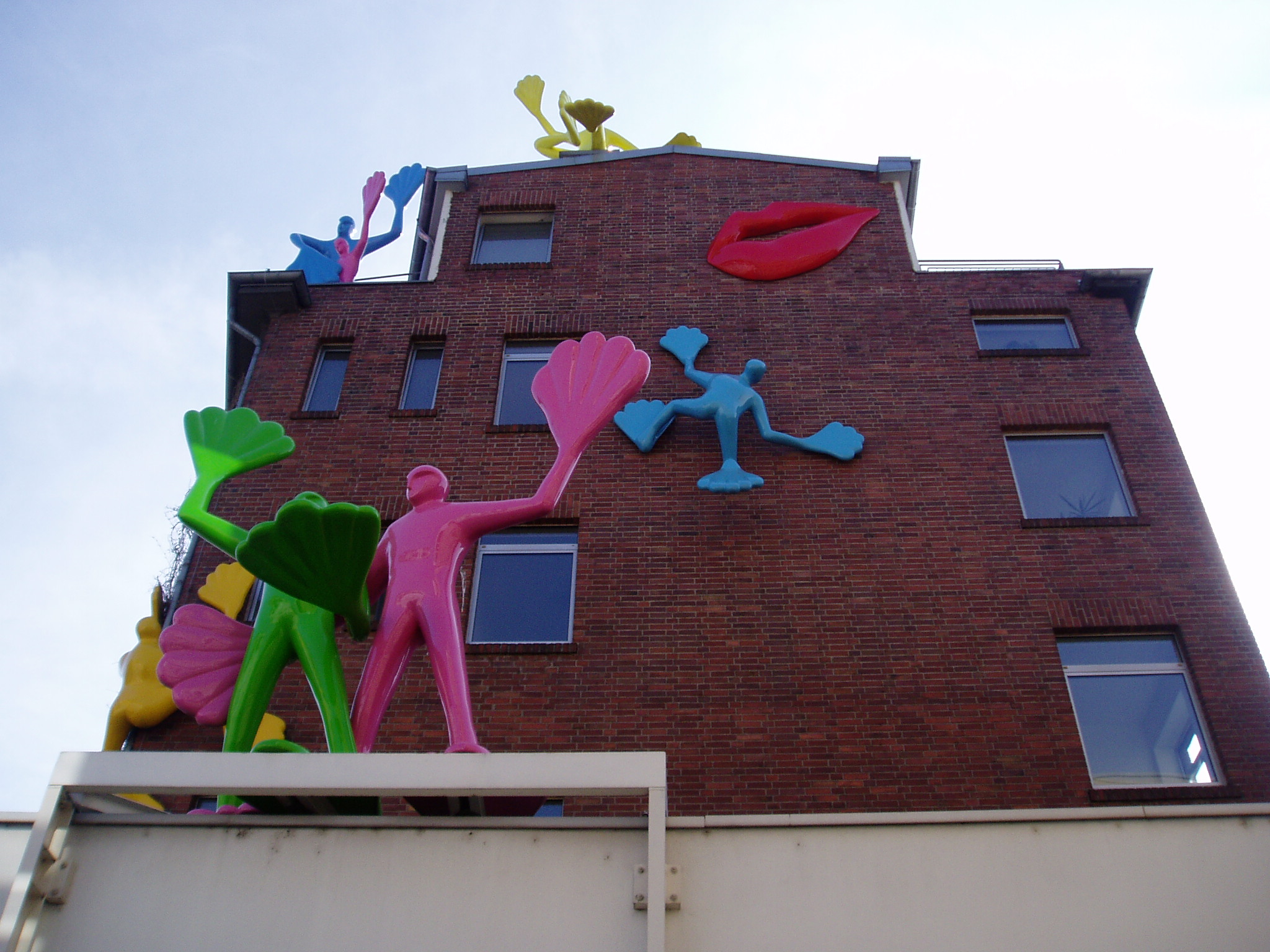
Flossis am Haus der UNICEF

- Gothaer (Hauptsitz und Konzernzentrale), Gothaer Allee
- Gothaer Systems (IT-Dienstleister der Gothaer), Gothaer Allee
- Jobcenter Köln (Geschäftsführung und weitere Bereiche), Pohligstraße
- UNICEF Deutschland, Höninger Weg
- Universität zu Köln, Büros und Seminarräume der Wirtschaftsinformatik, Pohligstraße
- Bundesamt für Familie und zivilgesellschaftliche Aufgaben, Sibille-Hartmann-Straße, wird während der Sanierung des WiSo-Gebäudes von der WiSo-Fakultät der Universität zu Köln genutzt
- diverse Studentenwohnheime

## Ehemals ansässige Unternehmen
- Pohlig AG, Erbauer der Seilbahn auf den Zuckerhut und der Kölner Seilbahn, Ecke Pohligstraße und Höninger Weg

## Vereine
- SC Fortuna Köln, Am Vorgebirgstor
- Allgemeiner Bürgerverein Köln-Zollstock e. V., Kalscheurer Weg 25
- S.V. Rot-Weiss Köln-Zollstock 05 e. V., Breniger Str.
- Kölner Tierschutzverein von 1868 (Konrad-Adenauer-Tierheim), Vorgebirgstr.
- SpVg Arminia 09 Köln, Fritz-Hecker-Str.
- Musikzug Rot-Weiss Köln-Zollstock e. V. 1972
- Club Kölner Filmer e. V., Rosenzweigweg 1

## Trivia
Die Kölner Bläck Fööss haben dem Stadtteil das Lied Zollstock im Salsa-Rhythmus gewidmet.
Nicht mehr ansässig ist die Chemische Fabrik Schürholz, die unter anderem das Fiebermedikament Viaben („ohne Nebenwirkungen“) herstellte.